# Einar Rietz
Axel Einar Rietz, född 3 september 1891 i Ronneby, död 23 januari 1967 i Stockholm, var en svensk läkare.
Rietz avlade mogenhetsexamen i Växjö 1909 och blev medicine kandidat vid Lunds universitet 1912, medicine licentiat i Stockholm 1917 och medicine doktor där 1930. Han var underläkare vid olika landsortslasarett 1915–1918 och 1919 förste underläkare vid medicinavdelningen vid Garnisonssjukhuset i Stockholm. Rietz var 1919–1930 förste stadsläkare i Karlskrona och samtidigt läkare vid tuberkulosbyrå, mjölkdroppe och epidemisjukhus där. Från 1930 var han förste stadsläkare i Stockholm. Rietz blev 1914 marinläkarstipendiat och 1917 marinläkare av andra graden i reserven samt var från 1931 marinläkare av första graden i reserven. 
Rietz var ledamot av Medicinalstyrelsens vetenskapliga råd från 1936 och av styrelsen för Statens institut för folkhälsan (till vilket han var en av initiativtagarna) från 1941 samt ordförande i Föreningen för allmän hälsovård från 1942 och i styrelsen för Barnens dags förening från 1943. Under sin tid i Karlskrona var han ledamot av flera kommunala nämnder samt stadsfullmäktig 1923–1930. Han företog studieresor i Europa och var inbjuden föreläsare i USA 1935. Hans erfarenheter från den senare resan omsattes senare vid planläggningen av Södersjukhuset. Rietz tog initiativet till massundersökningar inom olika yrkesgrupper för att förebygga tuberkulos. Hans tryckta skrifter behandlar främst förebyggande barnavård och tuberkulosvård samt allmän hygien.
Einar Rietz var son till provinsialläkaren medicine doktor Valdemar Rietz, sonson till Ernst Rietz samt bror till Torsten och Ingrid Rietz.